# QRFP
QRFP‏ (Pyroglutamylated RFamide peptide) هوَ بروتين يُشَفر بواسطة جين QRFP في الإنسان.